# Annexine
Annexine ist der Name einer Familie von Proteinen in Eukaryoten, deren Gemeinsamkeit in der Eigenschaft liegt, calciumabhängig an Lipide in der Zellmembran zu binden und sich zu Trimeren oder Hexameren zusammenzulagern. Hexamere bilden dann meist Ionenkanal-Transportproteine. Es sind mittlerweile über 100 Annexine in 45 Arten sequenziert, 12 davon im Menschen. Andere Namen sind Lipocortin, Synexin oder Endonexin.
Das typische Annexin-Protein ist charakterisiert durch zwei maßgebliche Eigenschaften. Seine Polypeptidkette ist in vier wiederholte (bzw. bei Annexin VI acht) α-helikale Domänen ähnlicher Struktur mit einem zentralen hydrophoben Kern gefaltet. Das zweite Charakteristikum ist die Ausbildung Calcium-abhängiger Bindungen zu Phospholipiden, vor allem zu sauren Phospholipiden, die ein oder mehrere negative Ladungen aufweisen.
Die Gruppe der Annexine ist eine der zwei wichtigen Calcium-bindenden Proteine, hinzu kommt noch die Gruppe der Calmoduline.